# بزرگترین فرمان
فرمان بزرگ یا بزرگ‌ترین فرمان (انگلیسی: Great Commandment) نامی است که در عهد جدید برای توصیف اولین فرمان از دو فرمان ذکر شده توسط عیسی در متی ۲۲:۳۵–۴۰، مرقس 12:28–34، و در پاسخ به او در لوقا 10:27a ذکر شده‌است:
... و یکی از آنان که وکیل بود از او سؤال کرد تا او را بیازماید. «استاد، کدام فرمان در شریعت بزرگتر است؟» او [عیسی] به او گفت: «یَهُوَه خدای خود را با تمام دل و با تمام جان و با تمام عقلت دوست بداری.» این بزرگترین و اولین فرمان است و دومی مانند آن است: همسایه خود را مانند خود دوست بدار. بر این دو فرمان همه شریعت و انبیا آویزان است.
متی ۲۲:۳۵–۴۰
اکثر فرقه‌های مسیحی عقیده دارند که این دو فرمان با هم هسته مسیحیت را تشکیل می‌دهند.